# 固陵郡 (东吴)
固陵郡，东汉末年及三国初期东吴的行政区划。
东吴君主孙权在建安二十四年（219年）从汉中王刘备勢力手中夺取宜都郡等荆州地区后，以宜都郡下辖的巫县、秭归二县为固陵郡，与刘备治下的蜀地固陵郡同时存在，并拜潘璋为太守，并将刚去世的甘宁的军队也拨给潘璋。其位于孙刘边境，据巫峡之险，可作为抵御刘备进攻的前线。
黄初二年（221年）七月，刘备发起伐吴的夷陵之战，占领巫县，黄初三年（222年）正月攻克秭归，东吴的固陵郡全部失守，其建置也因而取消。
六月，刘备兵败，原固陵郡为东吴所收复后，仍并入宜都郡，没有再设。陈健梅《孙吴政区地理研究》认为猇亭之役后，潘璋拜襄阳太守，固陵郡大约废于此时，即黄武元年（223年）。